# Valo

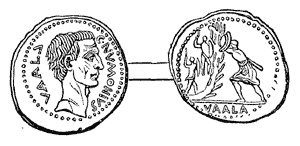
Moeda representando Numônio Vala atacando um valo.

O valo (em latim: vallum) era um tipo de muro ou paliçada usado, na arquitetura militar romana, como parte de uma fortificação. Normalmente, era colocado sobre uma muralha de terra - muitas vezes reforçada com madeira e pedras - e protegida por um fosso profundo (fossa) exterior. Os antigos Gregos já usavam uma fortificação semelhante ao valo romano, desde tempos muito remotos.
A palavra latina "vallum" deriva de "vallus" (significando "estaca" em latim). Etimologicamente, vallum teria dado origem a wall (significando "muralha" em Alemão e em Inglês).
Em Sentido restrito, o valo é apenas a paliçada colocada ao longo da crista exterior de uma muralha em aterro 
(áger). No entanto, o termo é, frequentemente, usado em sentido lato, referindo-se ao conjunto formado pela paliçada e pelo aterro. Assim, o valo em sentido lato, juntamente com a fossa que o cercava, formava a fortificação completa.

## Caraterísticas
Os valos - com os quais o valo era formado - são descritos por Políbio e por Tito Lívio, que comparam o valo dos antigos Gregos com o dos Romanos, dando vantagem ao dos últimos. Ambos faziam os seus valos com árvores jovens ou com braços de árvores maiores, mantendo os seus ramos. Mas os valos dos Romanos eram muito maiores e com mais ramos que os dos gregos, que apenas tinham no máximo quatro ramos, que estavam, geralmente, dos mesmo lado. Os Romanos fixavam bem os seus valos, uns aos outros, entrelaçando os seus ramos e afiando as suas pontas, cuidadosamente. Os valo gregos poderiam ser facilmente puxados pelos seus ramos e arrancados da sua posição, provocando uma grande abertura no valo. Já os valos romanos, ao contrário, não apresentavam ramos que pudessem ser puxados, sendo assim, necessária uma grande força para os puxar e, mesmo que removidos, apenas deixavam uma pequena abertura.
Outra diferença entre os dois valos era o fato dos gregos serem cortados no local, enquanto que os romanos eram preparados com antecedência, sendo transportados três a quatro, por cada legionário quando partia para a marcha. Os valos romanos eram feitos de madeira maciça, sendo preferida a de carvalho.

## Utilização
Nas operações de sítio, quando a fortificação não podia ser tomada de assalto, era necessário estabelecer um cerco. Isto era feito, construindo estruturas defensivas, semelhantes às de um campo militar, à volta da fortaleza ou cidade sitiada, dizendo-se então que ela estava circumvallatum. Esta circunvalação, além de cortar todas as comunicações para o exterior, constituía uma defesa contra eventuais incursões dos sitiados. Frequentemente, era construída uma segunda linha de fortificações, exterior, para proteger os sitiantes contra uma força inimiga que tentasse levantar o cerco. Neste caso, o exército sitiante estacionava entre as duas linhas.

## Construção
Um exemplo do tipo de circunvalação em duas linhas foi aquele que os Gregos da Liga do Peloponeso construíram para o cerco de Plateias, em 479 a.C.. As suas linhas consistiam em duas muralhas - feitas, aparentemente, de turfa - distanciadas cerca de 5 metros uma da outra, que cercavam a cidade, formando um círculo. Entre as muralhas estavam as barracas dos sitiantes. As muralhas tinham ameias e, a cada dez delas, estava uma torre, ocupando, pela sua profundidade, todo o espaço entre as muralhas. Existia uma passagem para os sitiantes sob cada torre. No exterior de cada muralha existia um fosso.
A descrição anterior corresponde, quase exatamente, ao sistema romano de circunvalação, do qual os melhores exemplos são o usado em Cartago por Cipião Africano, o de Numância também por Cipião e o de Alésia por Júlio César. 
As torres destas linhas eram semelhantes a torres de assalto mas, logicamente, fixas e não tão altas.

## Restos de valos ainda existentes
- Valo do Muro de Adriano;
- Muralha de Trajano, Roménia e Moldávia: construção bizantina;
- Muralha de Atanarico, Roménia e Moldávia: construção, provavelmente, gótica.